# Philonotis nanothecia
Philonotis nanothecia är en bladmossart som beskrevs av Kindberg 1889. Philonotis nanothecia ingår i släktet källmossor, och familjen Bartramiaceae. Inga underarter finns listade i Catalogue of Life.